# اعماق (فیلم ۲۰۲۲)
اعماق (به انگلیسی: Depths) فیلمی هندی محصول سال ۲۰۲۲ و به کارگردانی شاکون باترا است. در این فیلم بازیگرانی همچون دیپیکا پادوکونه، سیددانت چاتورودی، آنانیا پاندی، نصیرالدین شاه و راجات کاپور ایفای نقش کرده‌اند.